# Nevermore (album)
Nevermore, pierwszy album zespołu Nevermore, wydany został w 1995 roku. W 2006 roku album został zremasterowany i wydany ponownie wzbogacony o dodatkowe utwory.

## Lista utworów
Opracowano na podstawie materiału źródłowego:
| Edycja podstawowa 1. What Tomorrow Knows – 5:11 2. C.B.F. (Chrome Black Future) – 6:02 3. The Sanity Assassin – 6:21 4. Garden of Gray – 4:48 5. Sea of Possibilities – 4:18 6. The Hurting Words – 6:17 7. Timothy Leary – 5:12 8. Godmoney – 4:43 |  | Reeedycja 1. What Tomorrow Knows – 5:11 2. C.B.F. (Chrome Black Future) – 6:02 3. The Sanity Assassin – 6:21 4. Garden of Gray – 4:48 5. Sea of Possibilities – 4:18 6. The Hurting Words – 6:17 7. Timothy Leary – 5:12 8. Godmoney – 4:43 9. The Systems Failing (Bonus Track) 10. The Dreaming Mind (1992 Demo) 11. World Unborn (1992 Demo) 12. Chances Three (1992 Demo) 13. Utopia (1992 Demo) |